# جون هاردينغ (لاعب كريكت)
جون هاردينغ (1785 بإنجلترا في المملكة المتحدة - ) (بالإنجليزية: John Harding)‏ هو لاعب كريكت بريطاني.